# Ryūichi Kamiyama
Ryūichi Kamiyama (jap. 神山 竜一 Kamiyama Ryūichi; ur. 10 listopada 1984) – japoński piłkarz występujący na pozycji bramkarza. Obecnie występuje w Avispa Fukuoka.

## Kariera klubowa
Od 2003 roku występował w klubie Avispa Fukuoka.